# The Massacre (The Exploited)
 (avril 2023).
Si vous disposez d'ouvrages ou d'articles de référence ou si vous connaissez des sites web de qualité traitant du thème abordé ici, merci de compléter l'article en donnant les références utiles à sa vérifiabilité et en les liant à la section « Notes et références ».
Albums de The Exploited
Death Before Dishonour Beat the Bastards
The Massacre est le sixième album studio du groupe de punk rock britannique The Exploited. Sorti en 1990, il est cette fois produit par Colin Richardson (Napalm Death, Fear Factory, Mass Hysteria, Machine Head, Cannibal Corpse…) d'où le son très metal du disque. Il a été réédité en 2000 par le label Dream Catcher.

## Composition du groupe
- Wattie Buchan : chant
- Gogs : guitare
- Smeeks : basse et chœurs
- Tony : batterie (il tenait la basse sur l'album précédent)

## Liste des titres
1. The Massacre - 3:03
2. Sick Bastard - 4:05
3. Porno Slut - 3:15
4. Now I'm Dead - 3:45
5. Boys In Blue - 3:58
6. Dog soldier - 3:05
7. Don't Pay The Poll Tax - 4:25
8. Fuck Religion - 3:12
9. About to Die - 3:30
10. Blown Out Of The Sky - 4:21
11. Police Shit - 3:54
12. Stop The Slaughter - 3:40